# Oldsmobile Light Eight
Oldsmobile Light Eight — автомобиль, выпускавшийся с 1916 по 1923 год подразделением Oldsmobile компании General Motors.

## Описание
Oldsmobile Light Eight дебютировал в 1916 году. Кузова: родстер, двухдверное купе или четырёхдверный седан. Сборка автомобилей Oldsmobile Light Eight была организована на заводе Lansing Car Assembly, двигатели выпускались компанией Northway Engine Works, а кузова изготавливались компанией Fisher Body.
Поколения Oldsmobile Light Eight:
- 1916 — Model 44.
  - 1917 — Model 45.
  - 1918 — Model 45A.
- 1919 — Model 45B.
  - 1921 — Model 46.
- 1921 — Model 47.

Автомобили Oldsmobile Light Eight оснащались двигателем V8 с боковым расположением клапанов.

### Model 44, 45, 45A, 45B, 46
- Объём: 4,0 л (246 кубических дюймов; 4031 см3)
- Мощность:
  - 40 л. с. при 2000 об/мин (Model 44)
  - 58 л. с. (Model 45, 45A, 45B, 46)
- Диаметр цилиндра x ход поршня: 73,0 мм x 120,7 мм

### Model 47
- Объём: 3,8 л (233 кубических дюйма; 3818 см3)
- Мощность: 63 л. с. при 2000 об/мин
- Диаметр цилиндра x ход поршня: 73,0 мм x 114,3 мм

## Галерея

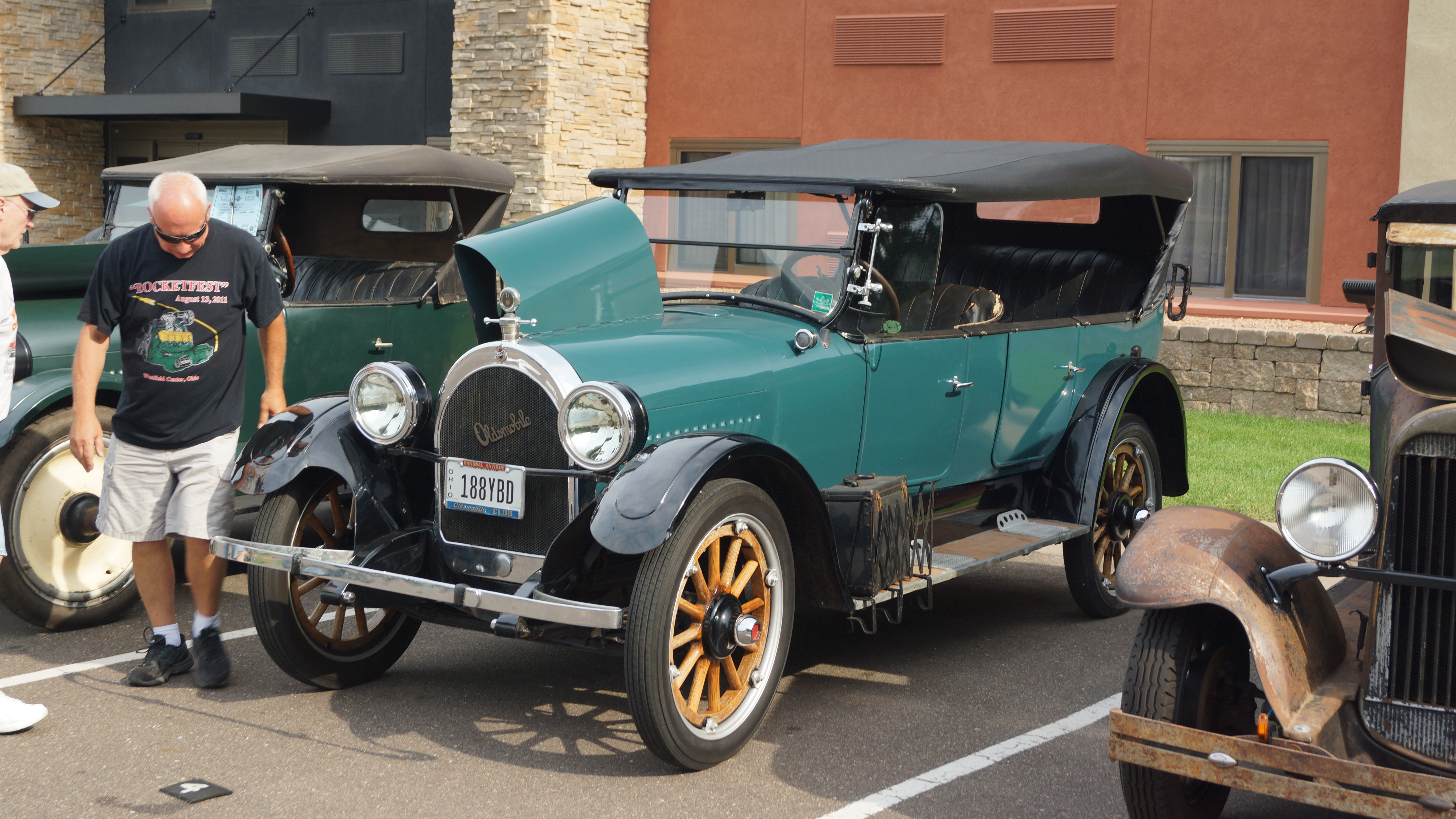
1918 Oldsmobile Touring Sedan
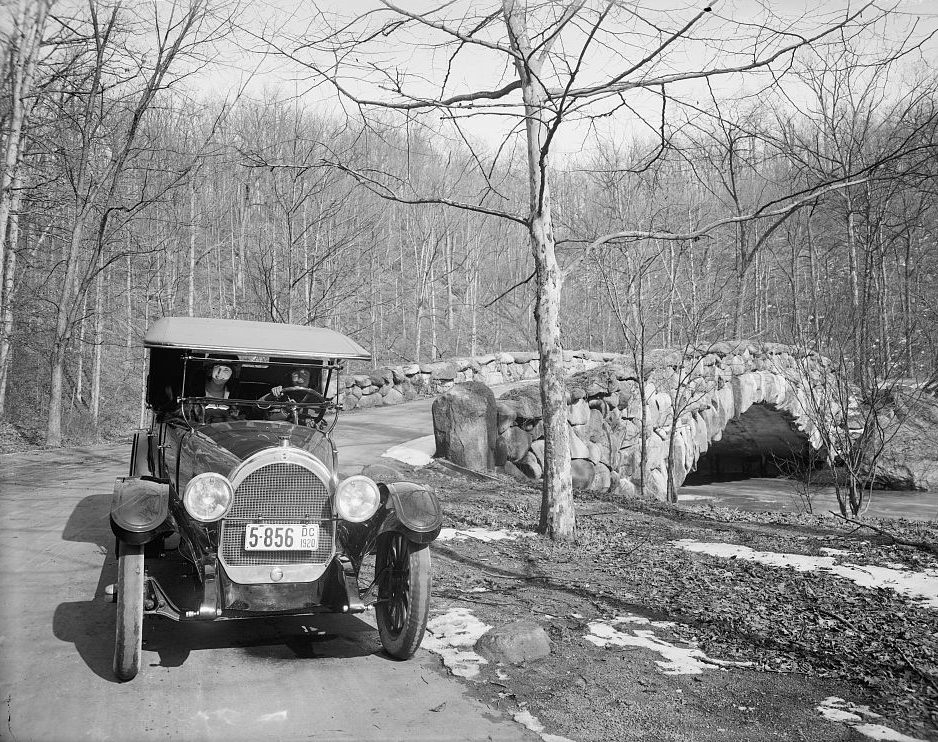
1919 Oldsmobile Model 45B Touring Sedan
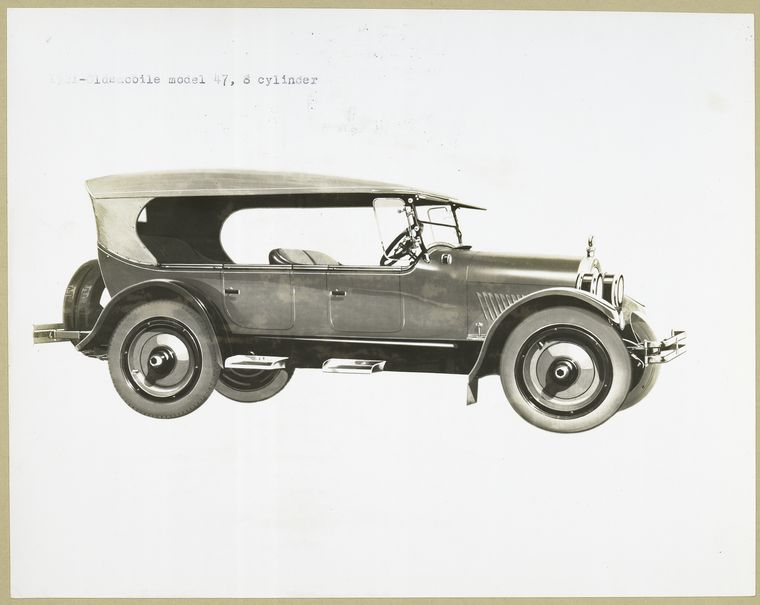
1921 Oldsmobile Model 47 Touring Sedan

## Культурные аспекты
Oldsmobile Light Eight показывался почти в каждом эпизоде ситкома «Беверли Хиллбиллиз» (англ. The Beverly Hillbillies).